# Isaiah Berlin
 Der er for få eller ingen kildehenvisninger i denne artikel, hvilket er et problem. Du kan hjælpe ved at angive troværdige kilder til de påstande, som fremføres i artiklen.

Isaiah Berlin (lettisk: Jesaja Berlins; født 6. juni 1909, død 5. november 1997) var en politisk filosof og idéhistoriker. Hen blev født i Riga i Letland, den gang en del af det Russiske Kejserrige.
Berlin var den første jøde som havde sæde ved All Souls College, Oxford og han var den første præsident ved Wolfson College, Oxford. Han blev slået til ridder i 1957 og fik ordenen Order of Merit i 1971.